# Maria Jeritza
Maria Jeritza (6 de Outubro de 1887 — 10 de Julho de 1982), nascida Maria Jedlicková, foi uma celebrada soprano morava (Chéca), associada à Ópera Estatal de Viena de 1912 até 1935 e ao Metropolitan Opera de Nova Iorque de 1921 até 1932 e novamente em 1951.
Em 1910 ela fez sua estréia como Elsa na ópera Lohengrin de Richard Wagner em Olomouc. O Imperador Franz Josef escutou-a e imediatamente ofereceu-lhe um contrato com a Hofoper Imperial, em Viena. Em Viena ela cantou: Blanchefluer da ópera Der Kuhreigen de Wilhelm Kienzl. (1911), Ariadne de Ariadne auf Naxos de Richard Strauss (1912), Imperatiz em Die Frau Ohne Schatten (1919) e Marietta em Die tote Stadt de Korngold (1920). Ela fez sua estréia no Metropolitan Opera em 19 de Novembro de 1921.
No dia 16 de Novembro de 1926 ela estrelou Turandot de Puccini em sua estréia estadunidense no Metropolitan Opera, onde ela também cantou a ópera Jenufa (1924), I Gioielli della Madonna de Ermanno Wolf-Ferrari (1925), Violanta de Korngold (1927), Die ägyptische Helena de Richard Strauss (1931) e Donna Juanita (1932). Sua popularidade no Met foi como em Viena, graças a óperas como Tosca, Carmen e Thaïs.
O primeiro marido de Jeritza foi o Barão Leopold von Popper. Seu segundo marido foi Winfield R. Sheehan, que morreu em 1945. Em 1948 ela se casou com Irving Seery e se mudou para a mansão dele em Nova Jersey, onde ela viveu até sua morte em 1982, aos noventa e quatro anos.

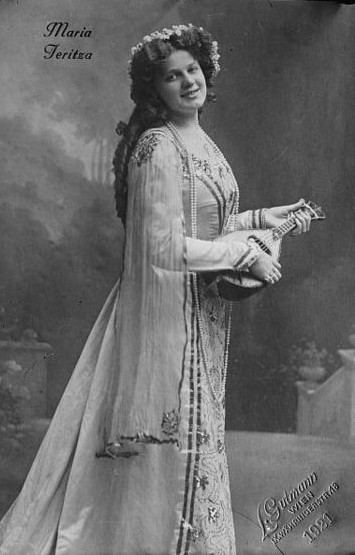
Maria Jeritza